# Rolando Marianelli
Rolando Marianelli (Piombino, 27 marzo 1908 – Piombino, 10 ottobre 1981) è stato un calciatore italiano, di ruolo mezzala.

## Carriera
Cresciuto nel Piombino, ha disputato con la maglia della Pro Patria il primo campionato di Serie A nella stagione 1929-1930, esordendo l'8 giugno 1930 nella partita Roma-Pro Patria (5-0). Ha poi giocato Pro Vercelli-Pro Patria (0-0) e Pro Patria-Torino (1-0). Ha poi disputato una stagione a Varese e sette stagioni a Piombino.